# Kakasmandikó
A kakasmandikó (Erythronium dens-canis) az egyszikűek (Liliopsida) osztályába a  liliomvirágúak (Liliales) rendjébe és a liliomfélék (Liliaceae) családjába tartozó faj. Hívták még Szent György virágának, illetve kutyafoggyökérnek is; ez utóbbiból ered tudományos neve is: dens canis latinul kutyafog).

## Jellemzői
15-25 centiméter magas, hagymagumós évelő növény; tőkocsánya 10–25 cm magas. Hosszúkás-lándzsás, tőállású levelei 6–9 cm hosszúak, 1,5-4,5 cm szélesek, kissé húsosak, átellenesek, számuk rendszerint kettő, ritkán három. Az élénkzöld vagy hamvas szürke leveleket szabálytalan alakú barna foltok tarkítják; virágzás idején a foltok fokozatosan kifakulnak.
Virága bókol. Élénk bíborpiros vagy rózsaszínű leplei harang alakúak, hosszúkás-lándzsásak, 2,5–4 cm hosszúak, a csúcsuk lekerekített. A nyílás kezdetén előrenéznek, majd hátrahajlanak, láthatóvá téve a fehér foltos torkot és a virágból kiálló kékes porzókat a bibével.
Termése háromélű, sokmagvú tok.

## Életmódja, élőhelye
Bükk- és gyertyánelegyes erdőkben nő. Február-áprilisban virágzik.

## Felhasználása
A tatárok szerelemkeltő szernek tartották.

## Képek

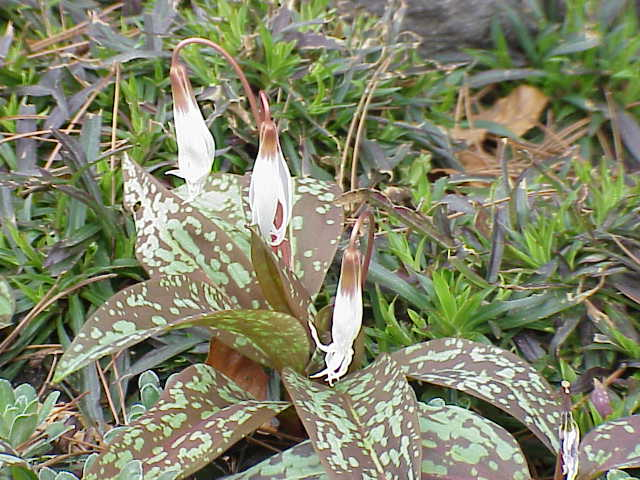
levele
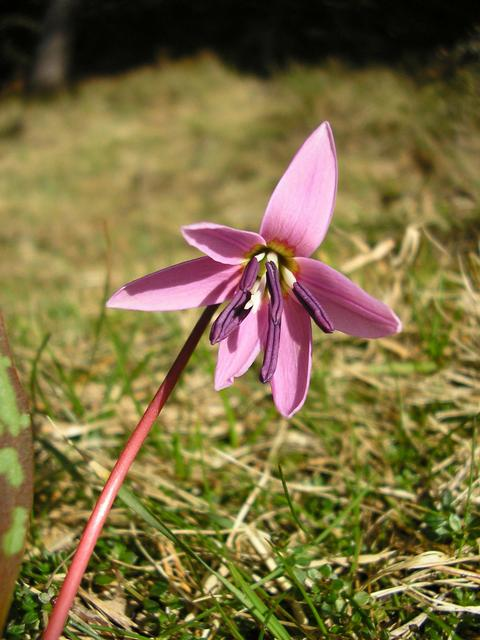
virága
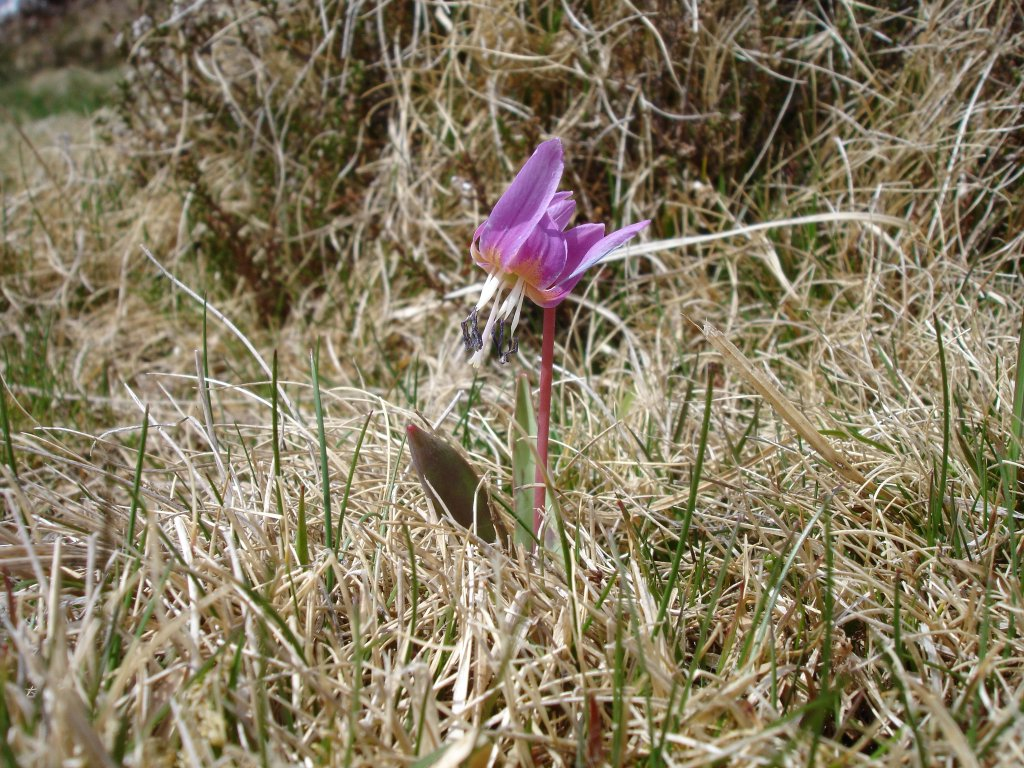
termőhelyén
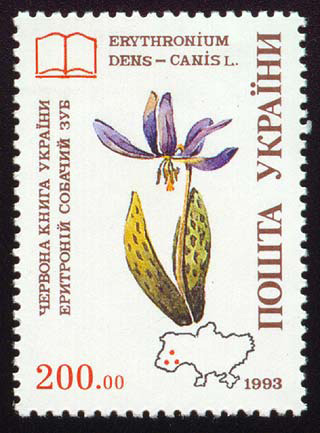
bélyegen